# The Game Awards 2024
The Game Awards 2024 fue una gala de entrega de premios a los mejores videojuegos de 2024. Fue el undécimo espectáculo presentado por Geoff Keighley, creador y productor de los Game Awards, y se celebró con público en directo en el Peacock Theater de Los Ángeles el 12 de diciembre de 2024, y se retransmitió en directo a través de plataformas en línea en todo el mundo. Contó con actuaciones musicales de d4vd, Royal & the Serpent, Snoop Dogg y Twenty One Pilots, y presentaciones de invitados famosos, como Harrison Ford, Hideo Kojima y Aaron Paul.
Astro Bot y Final Fantasy VII Rebirth encabezaron la lista de nominados con siete cada uno, y el primero lideró la gala con cuatro victorias, incluida la de Juego del Año. El premio inaugural Game Changer honró a Amir Satvat por ayudar a los trabajadores de la industria a encontrar empleo en medio de despidos masivos. Se anunciaron varios juegos nuevos, entre ellos Elden Ring Nightreign, Intergalactic: The Heretic Prophet y The Witcher IV. Los periodistas elogiaron los anuncios de juegos, los discursos de los desarrolladores y los merecidos ganadores, aunque la posibilidad de incluir contenidos descargables suscitó respuestas encontradas.

## Antecedentes
Al igual que en anteriores ediciones de los Game Awards, la gala de 2024 será presentada y producida por el periodista canadiense Geoff Keighley. Vuelve como productor ejecutivo junto a Kimmie Kim, mientras que Richard Preuss regresó como director y LeRoy Bennett como director creativo y diseñador de producción, y Michael E. Peter se unió como co-prdoucer ejecutivo. La presentación, que celebra el décimo aniversario del espectáculo, está prevista en el Peacock Theater de Los Ángeles el 12 de diciembre de 2024, y se retransmitirá en directo a través de más de 30 plataformas en línea, como Facebook, Instagram, Steam, TikTok, Twitch, X y YouTube. También estarán disponibles en YouTube retransmisiones alternativas en directo con lenguaje de signos americano y audiodescripciones.
El escenario de 2024 presentaba más pantallas LED que sus predecesores, una elección intencionada de Bennett para cambiar el aspecto del espectáculo cada año. Sydnee Goodman volvió como presentadora del preestreno de 30 minutos, titulado Opening Act. Las entradas para el público se pusieron a la venta el 1 de noviembre. La organizadora de Future Class, Emily Bouchac, indicó que la iniciativa Future Class -una lista anual de 50 personas del sector que mejor representan su futuro, introducida en 2020- no incorporaría nuevos miembros en 2024, sino que se centraría en valorar a los antiguos alumnos existentes.

### Anuncios
Antes de los Game Awards, se hicieron varios anuncios durante las retransmisiones de Wholesome Games y el Latin American Games Showcase del 10 de diciembre, y el Day of the Devs y el Women-Led Games Showcase el 11 de diciembre. Durante el programa se hicieron menos anuncios de cine y televisión, centrándose casi principalmente en los juegos; se emitió un tráiler de la segunda temporada de El juego del calamar, pero se consideró secundario frente a la promoción del juego Squid Game: Unleashed. Se anunciaron los juegos lanzados y los de próxima aparición:
- Borderlands 4
- Crimson Desert
- Den of Wolves
- Dungeon & Fighter: Arad
- Dying Light: The Beast
- Final Fantasy VII Rebirth
- The First Berserker: Khazan
- Game of Thrones: Kingsroad
- Helldivers 2
- Honkai: Star Rail
- Hunt: Showdown
- Mafia: The Old Country
- Monster Hunter Now
- Palworld
- Slay the Spire 2
- Splitgate 2
- Tekken 8
- The Last of Us Part II Remastered
- The Outer Worlds 2
- Zenless Zone Zero

Entre los nuevos juegos anunciados figuran:
- Blackfrost: The Long Dark II
- Dispatch
- Elden Ring Nightreign
- Intergalactic: The Heretic Prophet
- Kyora
- Ninja Gaiden Ragebound
- Secuela sin título de Ōkami
- One Move Away
- Onimusha: Way of the Sword
- Project Century
- Rematch
- Shadow Labyrinth
- Solasta II
- Sonic Racing: CrossWorlds
- Split Fiction
- Squid Game: Unleashed
- Stage Fright
- Steel Hunters
- Thick as Thieves
- Turok: Origins
- Juego de Fumito Ueda sin título
- Juego de Virtua Fighter sin título
- The Witcher IV

## Ganadores y nominados
Los nominados a las 29 categorías del programa se anunciaron el 18 de noviembre de 2024. Cualquier juego lanzado al público el 22 de noviembre o antes podía ser considerado, incluidos contenidos descargables (DLC), expansiones, remakes, remasters y contenidos de temporada. Los nominados fueron seleccionados por un jurado compuesto por miembros de más de 130 medios de comunicación de todo el mundo; las papeletas debían presentarse antes del 12 de noviembre. Los ganadores se determinan entre el jurado (90 por ciento) y la votación del público (10 por ciento); esta última se realiza a través de la web oficial y en Discord hasta el 11 de diciembre. La excepción es el Player's Voice award, totalmente nominado y votado por el público, cuya votación se abrirá el 2 de diciembre. Jurados especializados deciden los nominados en categorías como accesibilidad, adaptación y deportes electrónicos.
Al igual que el año anterior, los Game Awards se asociaron con el desarrollador de mapas Studio 568 y los artistas Nighttimes y Spiral House para crear un mundo central dentro del juego en Fortnite, disponible desde el 25 de noviembre, que permitirá a los jugadores votar hasta el 11 de diciembre por sus islas favoritas creadas por los usuarios entre diez nominadas seleccionadas por Keighley y su equipo; el ganador se anunciará durante la ceremonia. El mundo central se abre con un modelo fotorrealista «metahumano» de Keighley, para lo que fue escaneado en Unreal Editor para Fortnite en 3Lateral en Manchester. Varios críticos consideraron el modelo extraño e inquietante. Para Keighley, este acontecimiento es «un prototipo» de combinación de los Game Awards y el mundo de los videojuegos.
Los ganadores se anunciaron durante la ceremonia de entrega de premios el 12 de diciembre de 2024. Astro Bot se convirtió en el tercer juego publicado por Sony Interactive Entertainment] en ganar el Juego del Año (después de God of War en 2018 y The Last of Us Part II en 2020); su nominación marcó el noveno año consecutivo de Sony y la decimotercera nominación en general. La ceremonia de 2024 introdujo el premio Game Changer, para quienes han tenido un impacto positivo en la industria. Era el segundo nominado a Mejor Juego Familiar que se alzaba con el máximo galardón (tras It Takes Two en 2021). Melina Juergens se convirtió en la primera ganadora en dos ocasiones del premio a la mejor interpretación, tras haber ganado por el mismo papel en 2017. La ceremonia de 2024 introdujo el premio Game Changer, destinado a quienes han influido positivamente en el sector. El primer galardón se concedió a Amir Satvat por ayudar a unos 3000 desarrolladores a encontrar trabajo en medio de despidos masivos. La victoria de Faker como Mejor Atleta de Esports es su segunda consecutiva y la tercera en total.

### Premios
Los ganadores aparecen en primer lugar, resaltados en negrita e indicados con una doble daga (‡).

#### Medios
| Juego del año | Mejor dirección de juego |
| --- | --- |

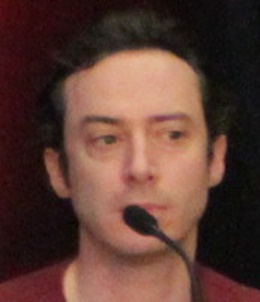
Nicolas Doucet recibió el premio al mejor juego del año, a la mejor dirección de juego y al mejor juego familiar por Astro Bot.

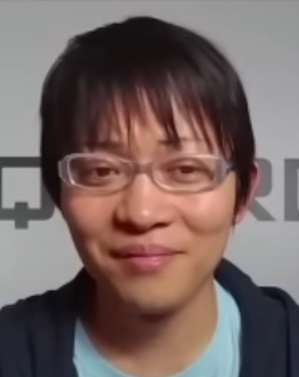
Naoki Hamaguchi aceptó el premio a la mejor partitura y música por Final Fantasy VII Rebirth.

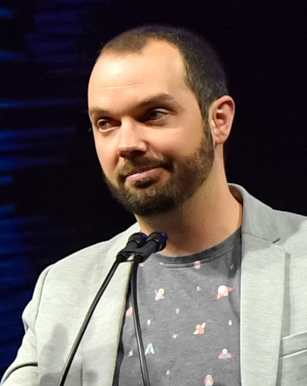
Adrián Cuevas recogió el premio Games for Impact para Neva.

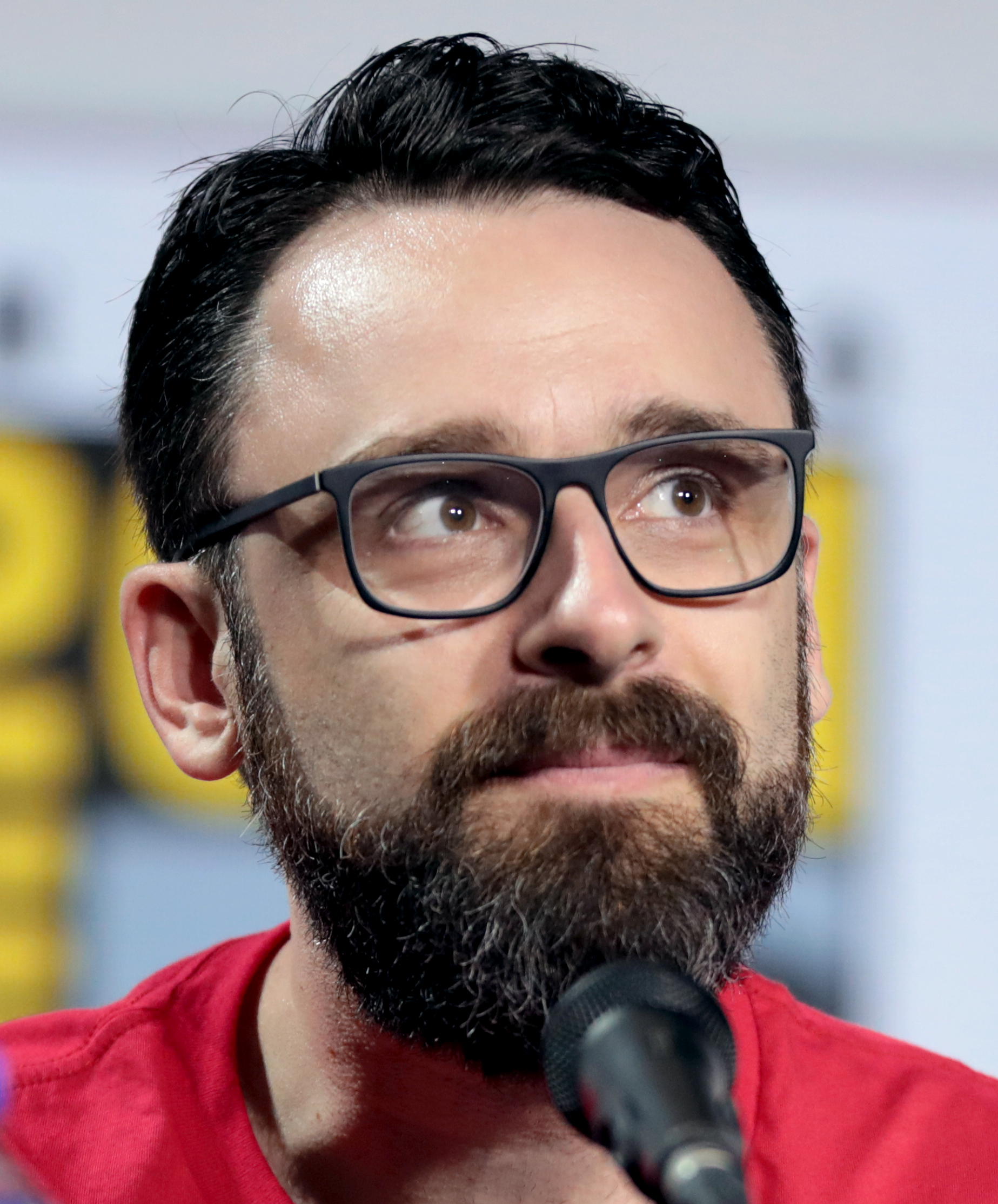
Ryan Payton aceptó el premio al mejor juego de realidad virtual y realidad aumentada por Batman: Arkham Shadow con Aaron Whiting.

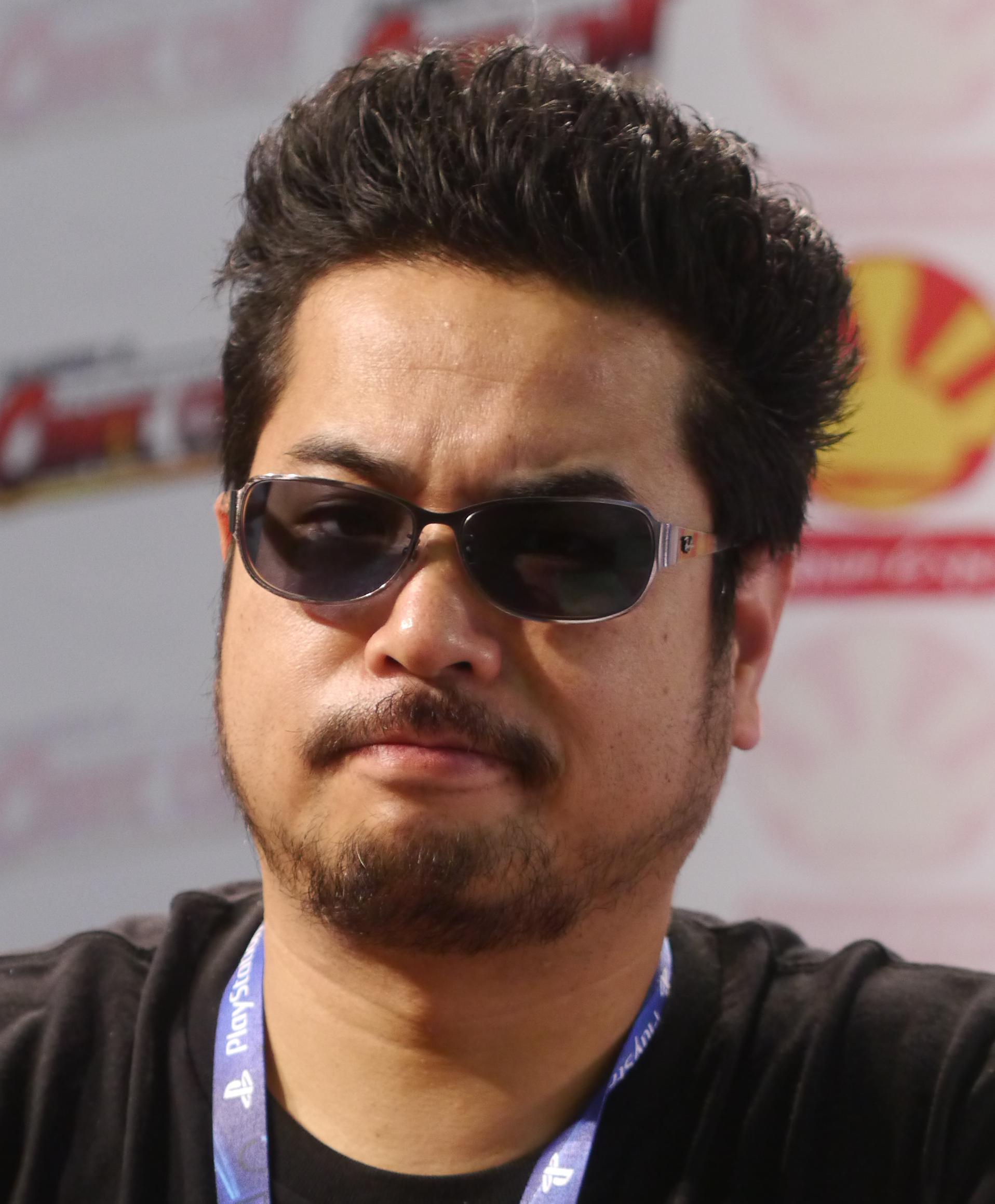
Katsuhiro Harada aceptó el premio al Mejor Juego de Lucha por Tekken 8.

| - Astro Bot – Team Asobi / Sony Interactive Entertainment ‡ - Balatro – LocalThunk / Playstack - Black Myth: Wukong – Game Science - Elden Ring: Shadow of the Erdtree – FromSoftware / Bandai Namco Entertainment - Final Fantasy VII Rebirth – Square Enix - Metaphor: ReFantazio – Studio Zero / Sega                    | - Astro Bot – Team Asobi / Sony Interactive Entertainment ‡ - Balatro – LocalThunk / Playstack - Black Myth: Wukong – Game Science - Elden Ring: Shadow of the Erdtree – FromSoftware / Bandai Namco Entertainment - Final Fantasy VII Rebirth – Square Enix - Metaphor: ReFantazio – Studio Zero / Sega |
| Mejor narrativa | Mejor dirección artística |
| - Metaphor: ReFantazio – Studio Zero / Sega ‡ - Final Fantasy VII Rebirth – Square Enix - Like a Dragon: Infinite Wealth – Ryu Ga Gotoku Studio / Sega - Senua's Saga: Hellblade II – Ninja Theory / Xbox Game Studios - Silent Hill 2 – Bloober Team / Konami                                                              | - Metaphor: ReFantazio – Studio Zero / Sega ‡ - Astro Bot – Team Asobi / Sony Interactive Entertainment - Black Myth: Wukong – Game Science - Elden Ring: Shadow of the Erdtree – FromSoftware / Bandai Namco Entertainment - Neva – Nomada Studio / Devolver Digital |
| Mejor partitura y música | Mejor diseño de audio |
| - Final Fantasy VII Rebirth – Square Enix ‡ - Astro Bot – Team Asobi / Sony Interactive Entertainment - Metaphor: ReFantazio – Studio Zero / Sega - Silent Hill 2 – Bloober Team / Konami - Stellar Blade – Shift Up / Sony Interactive Entertainment                                                                       | - Senua's Saga: Hellblade II – Ninja Theory / Xbox Game Studios ‡ - Astro Bot – Team Asobi / Sony Interactive Entertainment - Call of Duty: Black Ops 6 – Treyarch, Raven Software / Activision - Final Fantasy VII Rebirth – Square Enix - Silent Hill 2 – Bloober Team / Konami |
| Mejor actuación | Juegos de impacto |
| - Melina Juergens como Senua – Senua's Saga: Hellblade II ‡ - Briana White como Aerith Gainsborough – Final Fantasy VII Rebirth - Hannah Telle como Max Caulfield – Life Is Strange: Double Exposure - Humberly González como Kay Vess – Star Wars Outlaws - Luke Roberts como James Sunderland – Silent Hill 2             | - Neva – Nomada Studio / Devolver Digital ‡ - Closer the Distance – Osmotic Studios / Skybound Games - Indika – Odd Meter / 11 bit studios - Life Is Strange: Double Exposure – Deck Nine / Square Enix - Senua's Saga: Hellblade II – Ninja Theory / Xbox Game Studios - Tales of Kenzera: Zau – Surgent Studios / Electronic Arts |
| Mejor juego independiente | Mejor primer juego independiente |
| - Balatro – LocalThunk / Playstack ‡ - Animal Well – Shared Memory / Bigmode - Lorelei and the Laser Eyes – Simogo / Annapurna Interactive - Neva – Nomada Studio / Devolver Digital - UFO 50 – Mossmouth | - Balatro – LocalThunk / Playstack ‡ - Animal Well – Shared Memory / Bigmode - Manor Lords – Slavic Magic / Hooded Horse - Pacific Drive – Ironwood Studios / Kepler Interactive - El escudero valiente – All Possible Futures / Devolver Digital |
| Mejor juego en curso | Mejor apoyo de la Comunidad |
| - Helldivers 2 – Arrowhead Game Studios / Sony Interactive Entertainment ‡ - Destiny 2: The Final Shape – Bungie - Diablo IV: Vessel of Hatred – Blizzard Entertainment - Final Fantasy XIV: Dawntrail – Square Enix - Fortnite – Epic Games                                                                                | - Baldur's Gate III – Larian Studios ‡ - Final Fantasy XIV: Dawntrail – Square Enix - Fortnite – Epic Games - Helldivers 2 – Arrowhead Game Studios / Sony Interactive Entertainment - No Man's Sky – Hello Games |
| Mejor juego para móvil | Mejor juego VR / AR |
| - Balatro – LocalThunk / Playstack ‡ - AFK Journey – Lilith Games / Farlight - Pokémon Trading Card Game Pocket – Creatures Inc., DeNA / The Pokémon Company - Wuthering Waves – Kuro Games - Zenless Zone Zero – miHoYo | - Batman: Arkham Shadow – Camouflaj / Oculus Studios ‡ - Arizona Sunshine Remake – Vertigo Games - Asgard's Wrath 2 – Sanzaru Games / Oculus Studios - Metal: Hellsinger VR – Lab42, The Outsiders / Funcom - Metro Awakening – Vertigo Games / Deep Silver |
| Mejor juego de acción | Mejor juego de acción y aventura |
| - Black Myth: Wukong – Game Science ‡ - Call of Duty: Black Ops 6 – Treyarch, Raven Software / Activision - Helldivers 2 – Arrowhead Game Studios / Sony Interactive Entertainment - Stellar Blade – Shift Up / Sony Interactive Entertainment - Warhammer 40,000: Space Marine 2 – Saber Interactive / Focus Entertainment | - Astro Bot – Team Asobi / Sony Interactive Entertainment ‡ - The Legend of Zelda: Echoes of Wisdom – Nintendo EPD, Grezzo / Nintendo - Prince of Persia: The Lost Crown – Ubisoft Montpellier / Ubisoft - Silent Hill 2 – Bloober Team / Konami - Star Wars Outlaws – Massive Entertainment / Ubisoft |
| Mejor juego de rol | Mejor juego de lucha |
| - Metaphor: ReFantazio – Studio Zero / Sega ‡ - Dragon's Dogma 2 – Capcom - Elden Ring: Shadow of the Erdtree – FromSoftware / Bandai Namco Entertainment - Final Fantasy VII Rebirth – Square Enix - Like a Dragon: Infinite Wealth – Ryu Ga Gotoku Studio / Sega                                                          | - Tekken 8 – Bandai Namco Studios, Arika / Bandai Namco Entertainment ‡ - Dragon Ball: Sparking! Zero – Spike Chunsoft / Bandai Namco Entertainment - Granblue Fantasy Versus: Rising – Arc System Works / Cygames - Marvel vs. Capcom Fighting Collection: Arcade Classics – Capcom - MultiVersus – Player First Games / Warner Bros. Games |
| Mejor juego familiar | Mejor juego de simulación y estrategia |
| - Astro Bot – Team Asobi / Sony Interactive Entertainment ‡ - The Legend of Zelda: Echoes of Wisdom – Nintendo EPD, Grezzo / Nintendo - El escudero valiente – All Possible Futures / Devolver Digital - Princess Peach: Showtime! – Good-Feel / Nintendo - Super Mario Party Jamboree – Nintendo Cube / Nintendo           | - Frostpunk 2 – 11 bit studios ‡ - Age of Mythology: Retold – World's Edge, Forgotten Empires / Xbox Game Studios - Kunitsu-Gami: Path of the Goddess – Capcom - Manor Lords – Slavic Magic / Hooded Horse - Unicorn Overlord – Vanillaware / Sega |
| Mejor juego de deportes y carreras | Mejor multijugador |
| - EA Sports FC 25 – EA Vancouver, EA Romania / EA Sports ‡ - F1 24 – Codemasters / EA Sports - NBA 2K25 – Visual Concepts / 2K - TopSpin 2K25 – Hangar 13 / 2K - WWE 2K24 – Visual Concepts / 2K | - Helldivers 2 – Arrowhead Game Studios / Sony Interactive Entertainment ‡ - Call of Duty: Black Ops 6 – Treyarch, Raven Software / Activision - Super Mario Party Jamboree – Nintendo Cube / Nintendo - Tekken 8 – Bandai Namco Studios, Arika / Bandai Namco Entertainment - Warhammer 40,000: Space Marine 2 – Saber Interactive / Focus Entertainment |
| Innovación en accesibilidad | Mejor adaptación |
| - Prince of Persia: The Lost Crown – Ubisoft Montpellier / Ubisoft ‡ - Call of Duty: Black Ops 6 – Treyarch, Raven Software / Activision - Diablo IV: Vessel of Hatred – Blizzard Entertainment - Dragon Age: The Veilguard – BioWare / Electronic Arts - Star Wars Outlaws – Massive Entertainment / Ubisoft               | - Fallout (series de televisión) – Kilter Films, Bethesda Game Studios / Amazon MGM Studios; basado en Fallout de Bethesda Softworks ‡ - Arcane (serie de animación) – Fortiche, Riot Games / Netflix; basado en League of Legends de Riot Games - Knuckles (series de televisión) – Sega Sammy Group / Paramount Pictures; basado en Sonic the Hedgehog de Sega - Like a Dragon: Yakuza (series de televisión) – Sega / Amazon MGM Studios; basado en Like a Dragon de Sega - Tomb Raider: The Legend of Lara Croft (serie de animación) – Crystal Dynamics, Legendary Television / Netflix; basado en Tomb Raider de Crystal Dynamics |
| Juego más esperado | Player's Voice |
| - Grand Theft Auto VI – Rockstar Games ‡ - Death Stranding 2: On the Beach – Kojima Productions / Sony Interactive Entertainment - Ghost of Yōtei – Sucker Punch Productions / Sony Interactive Entertainment - Metroid Prime 4: Beyond – Retro Studios / Nintendo - Monster Hunter Wilds – Capcom                          | - Black Myth: Wukong – Game Science ‡ - Genshin Impact – miHoYo - Elden Ring: Shadow of the Erdtree – FromSoftware / Bandai Namco Entertainment - Wuthering Waves – Kuro Games - Zenless Zone Zero – miHoYo |

#### Deportes y creadores
| Mejor juego de deportes electrónicos | Mejor deportista de deportes electrónicos |
| --- | --- |

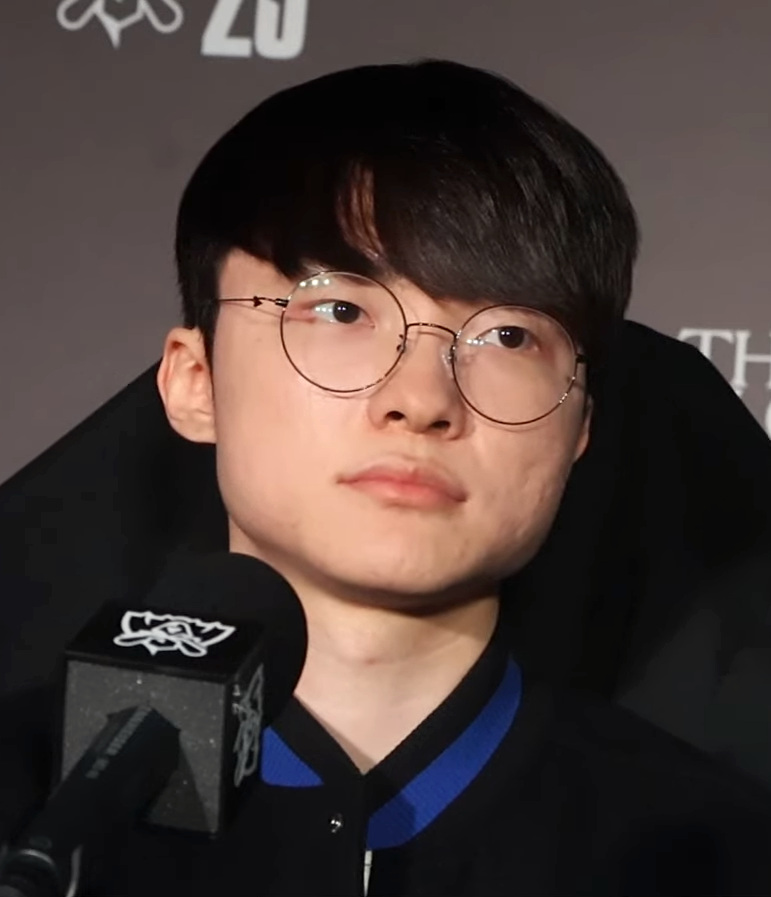
Faker ganó el premio al Mejor Atleta de Esports por segundo año consecutivo y tercera vez en total.

| - League of Legends – Riot Games ‡ - Counter-Strike 2 – Valve - Dota 2 – Valve - Mobile Legends: Bang Bang – Moonton - Valorant – Riot Games           | - Lee «Faker» Sang-hyeok ‡ - Neta «33» Shapira - Aleksi "Aleksib" Virolainen - Jung «Chovy» Ji-hoon - Mathieu «ZywOo» Herbaut - Zheng «ZmjjKK» Yongkang |
| Mejor equipo de deportes electrónicos | Creador de contenidos del año |
| - T1 (League of Legends) ‡ - Bilibili Gaming (League of Legends) - Gen.G (League of Legends) - Natus Vincere (Counter-Strike 2) - Team Liquid (Dota 2) | - CaseOh ‡ - IlloJuan - Techno Gamerz - Typical Gamer - Usada Pekora                                                                                    |

### Múltiples nominaciones y premios

#### Varias nominaciones
Astro Bot y Final Fantasy VII Rebirth encabezaron la lista con siete nominaciones cada uno, seguidos de Metaphor: ReFantazio con seis. Sony Interactive Entertainment lideró a los editores con 15 nominaciones, seguido de Square Enix con 11 y Sega con 9. Además de los editores de videojuegos, Amazon MGM Studios y Netflix recibieron dos nominaciones por sus series de televisión en la categoría de mejor adaptación.
| Nominaciones | Juego                                 |
| ------------ | ------------------------------------- |
| 7            | Astro Bot                             |
| 7            | Final Fantasy VII Rebirth             |
| 6            | Metaphor: ReFantazio                  |
| 5            | Balatro                               |
| 5            | Black Myth: Wukong                    |
| 5            | Elden Ring: Shadow of the Erdtree     |
| 5            | Silent Hill 2                         |
| 4            | Call of Duty: Black Ops 6             |
| 4            | Helldivers 2                          |
| 4            | Senua's Saga: Hellblade II            |
| 3            | Neva                                  |
| 3            | Star Wars Outlaws                     |
| 2            | Animal Well                           |
| 2            | Diablo IV: Vessel of Hatred           |
| 2            | Final Fantasy XIV: Dawntrail          |
| 2            | Fortnite                              |
| 2            | The Legend of Zelda: Echoes of Wisdom |
| 2            | Life Is Strange: Double Exposure      |
| 2            | Like a Dragon: Infinite Wealth        |
| 2            | Manor Lords                           |
| 2            | El escudero valiente                  |
| 2            | Prince of Persia: The Lost Crown      |
| 2            | Stellar Blade                         |
| 2            | Super Mario Party Jamboree            |
| 2            | Tekken 8                              |
| 2            | Warhammer 40,000: Space Marine 2      |
| 2            | Zenless Zone Zero                     |

| Nominaciones | Editor                         |
| ------------ | ------------------------------ |
| 15           | Sony Interactive Entertainment |
| 11           | Square Enix                    |
| 9            | Sega                           |
| 7            | Bandai Namco Entertainment     |
| 6            | Nintendo                       |
| 5            | Devolver Digital               |
| 5            | Konami                         |
| 5            | Playstack                      |
| 5            | Ubisoft                        |
| 5            | Xbox Game Studios              |
| 4            | Activision                     |
| 4            | Capcom                         |
| 4            | Electronic Arts                |
| 4            | Game Science                   |
| 3            | 2K                             |
| 2            | 11 bit studios                 |
| 2            | Bigmode                        |
| 2            | Blizzard Entertainment         |
| 2            | Epic Games                     |
| 2            | Focus Entertainment            |
| 2            | Hooded Horse                   |
| 2            | Oculus Studios                 |
| 2            | Riot Games                     |
| 2            | Valve                          |

#### Múltiples premios
Astro Bot lideró el certamen con cuatro victorias (y su editor, Sony Interactive Entertainment, con seis), seguido de Balatro (Playstack) y Metaphor: ReFantazio (Sega) con tres. La edición de 2024 era la cuarta vez que Sony dirigía los Game Awards.
| Premios | Juego                      |
| ------- | -------------------------- |
| 4       | Astro Bot                  |
| 3       | Balatro                    |
| 3       | Metaphor: ReFantazio       |
| 2       | Black Myth: Wukong         |
| 2       | Helldivers 2               |
| 2       | Senua's Saga: Hellblade II |

| Premios | Editorial                      |
| ------- | ------------------------------ |
| 6       | Sony Interactive Entertainment |
| 3       | Playstack                      |
| 3       | Sega                           |
| 2       | Game Science                   |
| 2       | Xbox Game Studios              |

## Presentadores y artistas

### Presentadores
Las siguientes personas, enumeradas por orden de aparición, presentaron premios o trailers. Todos los demás premios fueron presentados por Keighley o Goodman. Statler y Waldorf también interpretaron sketches cómicos a lo largo del programa. Keighley y su equipo vigilaron la huelga de videojuegos SAG-AFTRA en curso a la hora de contratar a los presentadores y les permitieron elegir cómo participarían en el programa. SAG-AFTRA y Game Workers of Southern California distribuyeron folletos en el exterior del Peacock Theatre.
| Nombre           | Papel                                                                   |
| ---------------- | ----------------------------------------------------------------------- |
| Troy Baker       | Entrega del premio a la mejor interpretación                            |
| Harrison Ford    | Entrega del premio a la mejor interpretación                            |
| Todd Howard      | Entrega del premio a la mejor interpretación                            |
| Abubakar Salim   | Entrega del premio al mejor juego de acción                             |
| Josef Fares      | Presentado el tráiler de presentación de Split Fiction                  |
| Randy Pitchford  | Presentado el primer tráiler de Borderlands 4                           |
| Hideo Kojima     | Entrega del premio a la mejor dirección de juego                        |
| Craig Lee Thomas | Presentado el tráiler de presentación de Helldivers 2: Omens of Tyranny |
| Rebecca Ford     | Presentado el tráiler final de Warframe: 1999                           |
| Celia Schilling  | Entrega del premio al mejor juego independiente debutante               |
| Sean Velasco     | Entrega del premio al mejor juego independiente debutante               |
| Cordell Broadus  | Entrega del premio al mejor juego continuo                              |
| Snoop Dogg       | Entrega del premio al mejor juego continuo                              |
| Isabela Merced   | Entrega del premio a la mejor adaptación                                |
| Shannon Woodward | Entrega del premio a la mejor adaptación                                |
| Khalid           | Entrega del premio a la mejor partitura y música                        |
| Laura Bailey     | Presentado el tráiler de presentación de Dispatch                       |
| Aaron Paul       | Presentado el tráiler de presentación de Dispatch                       |
| Sam Lake         | Entrega del premio a la mejor narrativa                                 |
| Swen Vincke      | Entrega del premio al Juego del año                                     |

### Artistas
La Game Awards Orchestra, dirigida por Lorne Balfe, actuó durante la ceremonia, entre ellos Pedro Eustache, apodado «Flute Guy». Balfe se mantuvo al día de los lanzamientos de nuevos juegos a lo largo del año para asegurarse de que conocía su música cuando se anunciaran los nominados. Trabajó con David Campbell para organizar una actuación con canciones de la segunda temporada de Arcane. Snoop Dogg estrenó una nueva canción durante el programa.
Las siguientes personas o grupos interpretaron números musicales.
| Nombre                      | Canción                     | Juego(s) / espectáculo(s)         |
| --------------------------- | --------------------------- | --------------------------------- |
| Orquesta de los Game Awards | Civilization VII Main Theme | Civilization VII                  |
| d4vd                        | «Remember Me»               | Arcane                            |
| Royal & the Serpent         | «Wasteland»                 | Arcane                            |
| Twenty One Pilots           | «The Line»                  | Arcane                            |
| Snoop Dogg                  | «Thank You»                 | —                                 |
| Snoop Dogg                  | «Gin and Juice»             |                                   |
| Orquesta de los Game Awards | «Sunflower»                 | Secuela sin título de Ōkami       |
| Orquesta de los Game Awards | Juego del año               | Astro Bot                         |
| Orquesta de los Game Awards | Juego del año               | Balatro                           |
| Orquesta de los Game Awards | Juego del año               | Black Myth: Wukong                |
| Orquesta de los Game Awards | Juego del año               | Elden Ring: Shadow of the Erdtree |
| Orquesta de los Game Awards | Juego del año               | Final Fantasy VII Rebirth         |
| Orquesta de los Game Awards | Juego del año               | Metaphor: ReFantazio              |

## Recepción

### Candidatos
Varios juegos vieron aumentar sus ventas semanales tras sus nominaciones, entre ellos Final Fantasy VII Rebirth en un 268 % y Metaphor: ReFantazio en un 172 %, y Balatro tuvo su segunda semana de mayores ganancias en móviles y un aumento del 100% en jugadores concurrentes en Steam. Las nominaciones de Balatro sorprendieron gratamente a la crítica por su género, pero consideraba que otros juegos independientes quedaban relegados fuera de sus categorías específicas. Stacey Henley de TheGamer valoró positivamente que Games for Impact «pueda sentirse por fin parte del espectáculo» ya que, a diferencia de años anteriores, algunos de sus nominados también fueron nombrados en otras categorías, aunque Keza MacDonald de The Guardian consideró que los nominados eran incongruentes y los criterios confusos. Algunos opinaron que el hecho de que tres de los cinco nominados al Players' Voice fueran juegos gacha justificaba la ausencia de más categorías votadas por el público.
La omisión de Future Class fue criticada; Tessa Kaur de TheGamer la calificó de «pérdida para la industria», y Giovanni Colantonio de Digital Trends lo consideraron un indicio preocupante de que Keighley intentaba evitar la polémica y aplacar al público a la luz de una carta abierta escrita por los miembros de la Future Class antes de la ceremonia de 2023. A algunos críticos les extrañó la nominación de Silent Hill 2 a la Mejor Narrativa, ya que se trata de un remake de un juego de 2001. Dragon Age: The Veilguard, EA Sports College Football 25 y The Legend of Zelda: Echoes of Wisdom fueron considerados entre los mayores desaires por algunos críticos y espectadores.
Muchos periodistas y espectadores criticaron la nominación de Elden Ring: Shadow of the Erdtree a Juego del Año —la primera para una expansión DLC— por eclipsar a otros juegos, aunque otros consideraron que su gran calidad y tamaño justificaban la nominación. El sitio web de los Game Awards se actualizó antes de que se anunciaran los nominados para aclarar que los DLC eran elegibles, lo que muchos predijeron que era específicamente en preparación para las controvertidas nominaciones de Shadow of the Erdtree; algunos espectadores acusaron erróneamente a Keighley de cambiar las reglas para que Shadow of the Erdtree fuera elegible. Otros también consideraron que su elegibilidad significaba que el DLC había sido desairado en ferias anteriores, como Cyberpunk 2077: Phantom Liberty en 2023, y sugirió que una nueva categoría dedicada al DLC sería más apropiada, aunque Henley de TheGamer argumentó que hay muy pocos lanzamientos anuales que lo justifiquen.
Algunos periodistas consideraron que Black Myth: Wukong era un fuera de serie entre los nominados a Juego del Año y se sorprendieron de su éxito teniendo en cuenta su competencia; es el nominado con menor puntuación en la historia del programa, con 81 puntos sobre 100 en Metacritic. Tessa Kaur de TheGamer considera que el mayor logro del juego ha sido su popularidad, y lo compara con la nominación de Barbie a la mejor película en los Oscar. Por el contrario, Dwayne Jenkins de Vice defendió su nominación y criticó a quienes la cuestionaban, argumentando que el valor de un juego no debería depender únicamente de las puntuaciones de los críticos.

### Ceremonia
Gene Park de The Washington Post calificó la ceremonia de 2024 como «el mejor espectáculo ofrecido por los Game Awards en lo que va de década», aunque opinó que las categorías necesitaban una mejor selección, Mat Smith de Engadget escribió que «los Game Awards cumplieron». Colantonio de Digital Trends la calificó de «la mejor versión posible» de la gala, aunque criticó que se relegara al preshow la entrega de premios importantes. Issy van der Velde de Rolling Stone criticó igualmente que los ganadores de los deportes electrónicos se anunciaran en rápida sucesión durante el preestreno, sin discursos de aceptación, y Kaur de TheGamer opinaron que el programa fue demasiado largo y estuvo repleto de aburridos anuncios, aunque las revelaciones les parecieron sorprendentes «por primera vez en mucho tiempo».
Los periodistas consideraron que los ganadores lo merecían, incluido el premio al Juego del Año para Astro Bot por su jugabilidad pulida y alegre, y muchos consideraron los anuncios del juego sorprendentes y de los mejores hasta la fecha. Los espectadores respondieron negativamente al tráiler de presentación de Catly; muchos sospechaban que estaba generado por la IA y algunos dudaban de la existencia del juego. Se elogiaron las actuaciones musicales; Surej Singh de NME calificó la actuación de Arcane de «emotivo y conmovedor popurrí». Varios comentaristas agradecieron el tiempo adicional para los discursos de aceptación, tras las críticas recibidas en la ceremonia anterior. Zack Zwiezen de Kotaku consideró que Statler y Waldorf fueron los más destacados por sus interjecciones humorísticas y los abucheos dirigidos a Keighley, aunque Kaur de TheGamer consideró que su aparición reconocía los problemas del programa sin abordarlos.
La presentación del premio Game Changer y el emotivo discurso de aceptación de Amir Satvat fueron considerados por muchos lo más destacado de la noche, y Van der Velde de Rolling Stone pensó que el premio significaba que Keighley se estaba tomando en serio las críticas anteriores, Sin embargo, Kaur y Henley de TheGamer consideraron que la introducción del premio el mismo año que la eliminación de Future Class da la impresión de que se premia a individuos para reducir la voz de un grupo colectivo. A algunos miembros de la Future Class les preocupaba que el premio hubiera sustituido al programa, ya que «es más fácil controlar el mensaje de una persona que el mensaje de los miembros de la Future Class de varios años». Swen Vincke recibió elogios similares por sus críticas a los editores que persiguen «objetivos de ventas arbitrarios» en lugar de crear juegos «que ellos mismos quieran jugar».
Algunos espectadores interpretaron los comentarios de Vincke como una crítica hacia Black Myth: Wukong, lo que se atribuyó en parte a una mala traducción al chino de su discurso; posteriormente hubo un intento de revisión de la bomba del juego de Vincke, Baldur's Gate III, en Steam, así como Astro Bot en Metacritic. Alanah Pearce dijo que un desarrollador de Black Myth: Wukong lloró tras no ganar el premio al Juego del Año, aunque el antiguo redactor jefe de IGN China, Charles Young, dijo que estuvo con los desarrolladores en la feria y que ninguno lloró. Tras la ceremonia, el productor del juego, Feng Ji, expresó su decepción por la derrota y la confusión sobre los criterios del premio, escribiendo: «¡Siento que he venido hasta aquí para nada!»; dijo que había escrito su discurso de aceptación dos años antes. Algunos medios extranjeros interpretaron los comentarios de Feng Ji como una crítica a los Game Awards, que se atribuyó a que las traducciones automáticas malinterpretaron el significado, la autocrítica y el tono humorístico del texto original chino.

### Audiencia
Se calcula que 154 millones de telespectadores siguieron la ceremonia, el mayor número de la historia del programa y un aumento del 31 % respecto al año anterior. Sus cifras superaron en 30 millones la media de espectadores de la Super Bowl, siete veces la de los Oscar, nueve veces la de los Grammy y diez veces la de las Series Mundiales. Refiriéndose a las cifras de audiencia, Reggie Fils-Aimé calificó el espectáculo como «el mayor acontecimiento mundial de entretenimiento de nuestro tiempo», Kaur de TheGamer considera que la afirmación es falsa, citando la fase final de la Copa Mundial de la FIFA y los Juegos Olímpicos, y el hecho de que espectáculos como la Super Bowl se ven más en grupo que individualmente (como los Game Awards).
Según Streams Charts, la ceremonia superó los cuatro millones de espectadores simultáneos —la mayor cifra de su historia y un aumento del 10 % desde 2023— en 1.498 canales, incluidos 1,25 millones de espectadores en la retransmisión oficial de YouTube y 397.000 en Twitch. Más de 15 900 creadores de contenidos retransmitieron el acontecimiento, entre ellos más de 11 000 en Twitch y la cifra récord de 4 500 en YouTube. En YouTube, la ceremonia alcanzó un máximo de 2,17 millones de espectadores simultáneos (un 28 % más), con más de 1,3 millones en el canal oficial (un 35 % más). En Twitter, el uso del hashtag #TheGameAwards aumentó un 150 %, con más de 1,59 millones de publicaciones que recibieron 6.790 millones de impresiones.